# Ak Bars Kazan'
L'Ak Bars Kazan'  (russo: Ак Барс; italiano: leopardo delle nevi) è una squadra di hockey su ghiaccio russa, con sede nella città di Kazan', la capitale del Tatarstan e l'ottava città della Russia per popolazione. La squadra fu fondata nel 1956 e milita nel massimo campionato europeo, la Kontinental Hockey League.
Il nome della squadra, che in italiano si traduce in "leopardo delle nevi", riprende il simbolo di una tribù tatara. Lo stesso animale è presente nel logo della squadra.

## Storia
Originariamente fondata come Mashstroy Kazan nel 1956, il nome della squadra è stato poi cambiato in SC Uritskogo Kazan con l'ingresso nel 1958 nel campionato sovietico denominato Russian Hockey League, la seconda Lega russa per importanza all'epoca. Il periodo di maggior successo in questa Lega si ebbe tra la fine degli anni '70 e l'inizio degli anni '80 quando, durante questo periodo, il Kazan' fu costantemente tra i top-team del campionato, tuttavia non fu mai capace di ottenere la promozione nella massima serie dell'hockey sovietico.
Dopo il crollo dell'Unione Sovietica, nel 1990 l'SC Uritskogo Kazan divenne Itil Kazan e partecipò alla IHL. L'Itil giocò per le posizioni di medio classifica, e rischiò addirittura la retrocessione in Vysšaja Liga nel 1991 e nel 1992.
Fu in seguito alla costituzione della Superliga russa, nel 1996, che iniziò il periodo d'oro per la squadra tatara: ribattezzata nell'attuale Ak Bars Kazan', la squadra si classificò prima nella propria divisione sia nel 1997 che nel 1998, vincendo il titolo proprio nel 1998. Durante questo periodo, il Kazan' divenne una delle squadre più forti del campionato russo, ottenendo un secondo posto nel 2000 e nel 2002, e vincendo la stagione regolare nel 2001. In questi anni giocarono per il Kazan' giocatori del calibro di Denis Arkhipov e Danis Zaripov.
Nella stagione 2004-05, complice il lockout che interessò la NHL, il Kazan' mise sotto contratto ben 11 giocatori provenienti dalla National Hockey League. L'intento dei dirigenti russi era quello di celebrare nel migliore dei modi la millesima partita della squadra in un campionato, tuttavia, a causa della mancanza di continuità nelle prestazioni, il Kazan' terminò al quarto posto in classifica e uscì già al primo turno dei playoff contro i rivali del Lokomotiv Jaroslavl'.
Da allora, l'Ak Bars Kazan' ha comunque dominato la Superliga, vincendo nuovamente il campionato nel 2006. Nel 2007, nonostante il dominio del torneo e il primo posto in regular season, dovette arrendersi in finale, persa per 3 gare a 2 contro il Metallurg Magnitogorsk. Quando nel 2008-09 la Lega lasciò spazio alla Kontinental Hockey League, il secondo campionato hockeystico al mondo dopo la NHL, l'Ak Bars si aggiudicò le prime due stagioni.
L'Ak Bars ha avuto negli ultimi anni una delle prime linee più forti della storia recente, denominata "ZZM" e composta dagli attaccanti Sergei Zinovjev, Danis Zaripov e Aleksey Morozov. Assieme ai veterani Vladimir Vorobiev, Ray Giroux, Petr Čajánek e Jukka Hentunen, il Kazan' divenne in questo periodo una delle migliori squadre russe.

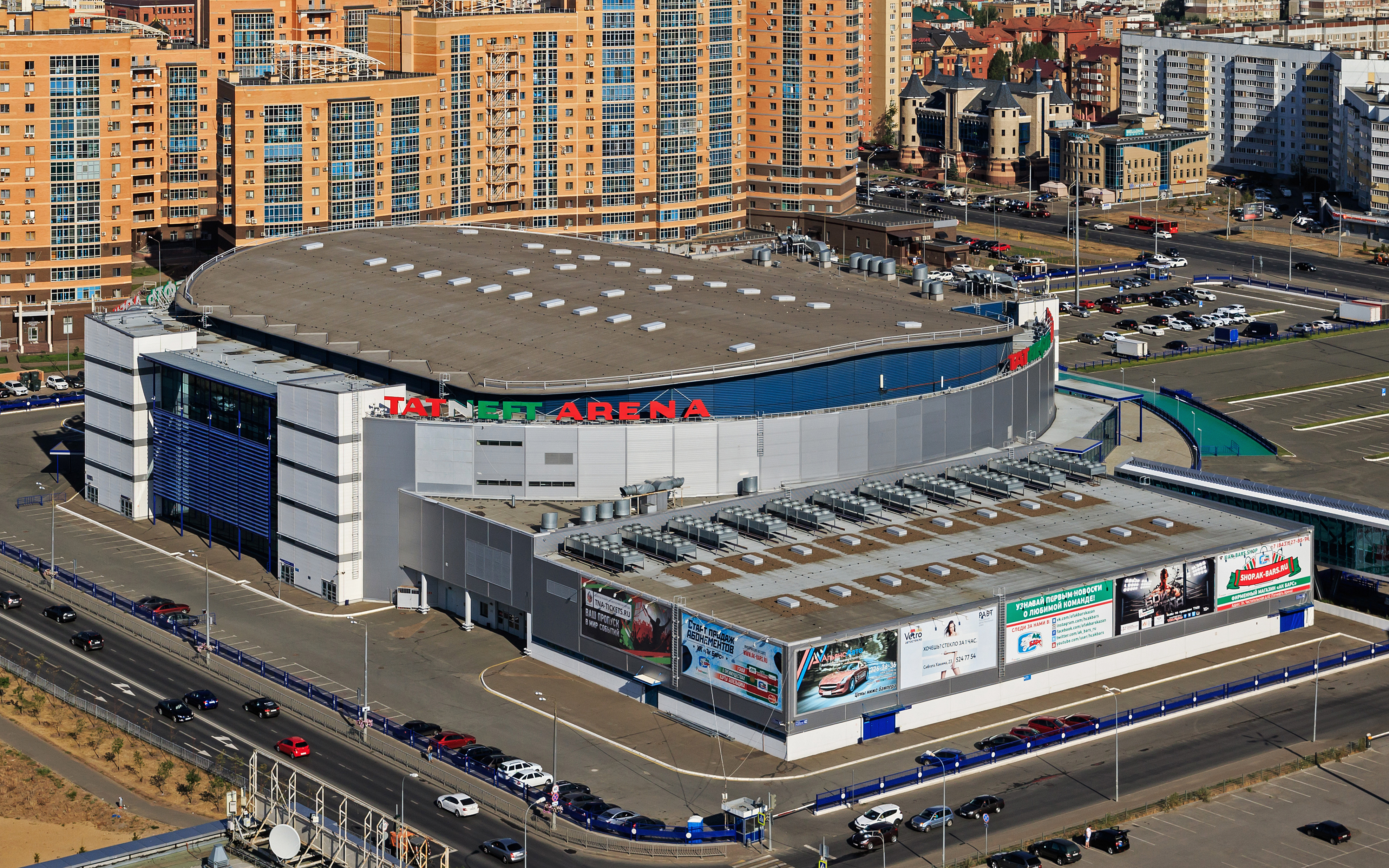
L'impianto di gioco dell'Ak Bars Kazan', la TatNeft Arena

## Rivalità
Le rivalità più sentite sono le partite giocate contro il Lokomotiv Jaroslavl' e la vicina squadra del Salavat Julaev di Ufa. Negli anni '90 il Kazan' era invece la rivale più agguerrita della Dinamo Mosca.

## Palmarès

### Competizioni nazionali
- Campionato russo: 2

1997-1998, 2005-2006
- Coppa Gagarin: 2

2008-2009, 2009-2010
- Coppa Otkrytija: 1

2009-2010
- Eastern Conference: 2

2009-2010, 2014-2015
- Divizion Černyšëva: 1

2008-2009
- Divizion Charlamova: 3

2010-2011, 2012-2013, 2014-2015
- Campionato russo - Western Conference

1996-1997
- Campionato russo - Eastern Conference

1997-1998
- Campionato russo - First round

2000-2001

### Competizioni internazionali
- IIHF European Champions Cup: 1

2007
- IIHF Continental Cup: 1

2008